# Kleopatra (córka Idasa)
Kleopatra (także Kleopatra Alkione, Kleopatra Alkyone, Kleopatra Alcyone; gr. Κλεοπάτρα Ἀλκυόνη Kleopátra Alkyónē, łac. Cleopatra Alcyone) – w mitologii greckiej żona Meleagra.
Uchodziła za córkę Idasa i Marpessy. Nie mogąc znieść żalu po śmierci swojego męża, odebrała sobie życie.